# Pettend
Pettend es un pueblo ubicado en el distrito de Szigetvár, en el condado de Baranya, Hungría.

## Superficie
Posee una superficie de 5,980 kilómetros cuadrados.

## Demografía
Hasta 2019 la población era de 134 habitantes, con una densidad de población de 22,41 habitantes por kilómetro cuadrado.